# Dirck van Bergen
Dirck van Bergen, né en 1645 à Haarlem et mort vers 1700 dans la même ville, est un peintre paysagiste de l'âge d'or néerlandais.

## Biographie
Selon Houbraken, il est un élève d'Adriaen van de Velde. C'est un homme populaire qui dépense son argent aussi facilement qu'il le gagne.
Il peint des animaux dans la campagne, mais d'une touche un peu molle. Ses paysages n'ont pas non plus grand caractère et semblent une sorte de compromis entre la nature hollandaise et la nature italienne.
Il vit également en Angleterre, mais s'installe de nouveau à Haarlem, où il est un ami de Jan van der Meer Jr. (1656-1705) et où Vincent Laurensz. van der Vinne (1629-1702) le mentionne comme contemporain. Dans ses œuvres, dont seules quelques-unes sont datées, il se montre un tel imitateur de son maître qu'on les confond souvent avec des œuvres de van de Velde. La dernière année connue est 1690 sur une pièce du musée de Koningsbergen.
Ses plus petits tableaux ne sont pas rares ; les motifs sont presque toujours repris de tableaux de van de Velde ou de Berchem. Il y a aussi des dessins de lui.
Dirck van Bergen meurt dans sa ville natale après 1690.
Selon le RKD, son travail a influencé plus tard Wilhelm von Kobell.

## Liste d'œuvres
| Titre                                          | Période   | Type     | Lieu de conservation                     | Afbeelding |
| ---------------------------------------------- | --------- | -------- | ---------------------------------------- | ---------- |
| Landschap met herdersvolk en vee               | 1660-1690 | Peinture | Rijksmuseum Amsterdam, Amsterdam         |            |
| Landschap met vechtende stieren                | 1660-1690 | Peinture | Rijksmuseum Amsterdam, Amsterdam         |            |
| Landschap met dieren                           | 1660-1690 | Peinture | Museum Boijmans Van Beuningen, Rotterdam |            |
| Landschap met herders en vee bij een graftombe | 1660-1690 | Peinture | Rijksmuseum Amsterdam, Amsterdam         |            |
| Landschap                                      | 1670-1679 | Peinture | Hermitage, Sint-Petersburg               |            |
| Landschap met herder en vee                    | 1675-1685 | Peinture | Rijksmuseum Amsterdam, Amsterdam         |            |